# Rio Carpenul (Turia)
O Rio Carpenul (Turia) é um rio da Romênia, afluente do Muncaciu, localizado no distrito de Covasna.